# Günther von Seherr-Thoß
Pour les articles homonymes, voir Von Seherr-Thoss.
Hans Günther Ferdinand Stanislaus baron von Seherr-Thoß (né le 18 juillet 1859 à Pless, Haute Silésie et mort en 1926) est un fidéicommis prussien, avocat administratif et administrateur de l'arrondissement de Grünberg-en-Silésie ainsi que président du district de Liegnitz (1902-1915).

## Biographie

### Origine
Issu de la famille noble von Seherr-Thoß, ses parents sont Stanislaus Ferdinand Sigismund baron von Seherr-Thoss (1827-1907), administrateur de l'arrondissement de Pless (de)
et Marie Charlotte Albertine Elisabeth Knappe von Knappstädt.

### Carrière
Il commence en 1880 comme greffier, en 1882 comme greffier du gouvernement à Oppeln, en 1885 comme assesseur du gouvernement à Francfort-sur-l'Oder. En 1887, le baron von Seherr-Thoß devient l'administrateur de l'arrondissement de Grünberg-en-Silésie et officie jusqu'en 1892. Il rejoint ensuite le ministère prussien de l'Agriculture, des Domaines et des Forêts en tant que conseiller privé. En 1896, il accède au Conseil supérieur secret du gouvernement et en 1902, il est nommé président du district de Liegnitz.
Günther baron von Seherr-Thoß est également chambellan, capitaine de digue, conseiller privé et conférencier au ministère prussien de l'Agriculture et capitaine de cavalerie de la réserve du 1er régiment de cuirassiers .
Il est membre du Corps Saxo-Borussia Heidelberg et du Corps Borussia Bonn.

### Famille
La baron von Seherr-Thoß se marie le 25. Août 1885 Laura Elisabeth "Elly" von Wichelhaus (* 9. février 1864) à Norok, arrondissement de Falkenberg-en-Haute-Silésie

## Honneurs
- Étoile de commandeur à rayons dorés de l'ordre de Philippe le Magnanime, 24 mai 1913
- Citoyen d'honneur de Liegnitz